# دانشگاه علوم پزشکی مازندران
دانشگاه علوم پزشکی و خدمات بهداشتی درمانی مازندران دانشگاهی واقع در شهر ساری در استان مازندران ایران است.

## تاریخچه
آموزشگاه عالی مامایی ساری در سال ۱۳۵۴ تأسیس شد.
این آموزشگاه توسعه پیدا کرد و در سال ۱۳۶۵ به عنوان  مرکز آموزشی حوزه درمانی شناخته شد.
در ادامهٔ توسعهٔ این دانشکده، دانشگاه علوم پزشکی بابل در سال ۱۳۶۲ به عنوان اولین دانشگاه علوم پزشکی شمال کشور تاسیس شد. و دانشکدهٔ پرستاری و مامایی نسیبهٔ ساری در سال ۱۳۶۷ تأسیس شد.
دانشکدهٔ پزشکی گرگان در سال ۱۳۷۱ تأسیس گردید.
با متنزع شدن استان گلستان در سال ۱۳۷۶، دانشگاه علوم پزشکی مازندران به مرکزیت ساری بنیانگذاری شد.

## رؤسای دانشگاه[۲][۳]
| ته | نام و نام خانوادگی  | از سال (ه.ش) | تا سال (ه.ش) |
| -- | ------------------- | ------------ | ------------ |
| ۱  | محمدرضا منصوری      | ۱۳۶۷         | ۱۳۶۹         |
| ۲  | احمد خالق نژاد طبری | ۱۳۶۹         | ۱۳۷۳         |
| ۳  | فرهنگ بابا محمودی   | ۱۳۷۳         | ۱۳۷۶         |
| ۴  | سید عبداله مدنی     | ۱۳۷۶/۰۸/۰۵   | ۱۳۸۰/۰۹/۳۰   |
| ۵  | نقی شهابی مجد       | ۱۳۸۰/۰۹/۳۰   | ۱۳۸۱/۰۲/۱۳   |
| ۶  | مهدی یونسی رستمی    | ۱۳۸۱/۰۲/۱۴   | ۱۳۸۴/۰۹/۲۰   |
| ۷  | قاسمعلی خراسانی     | ۱۳۸۴/۰۹/۲۱   | ۱۳۸۷/۰۲/۰۱   |
| ۸  | حمید محمدجعفری      | ۱۳۸۷/۰۲/۰۲   | ۱۳۸۸/۱۰/۲۸   |
| ۹  | محمد مهدی ناصحی     | ۱۳۸۸/۱۰/۳۰   | ۱۳۹۲/۶/۲۵    |
| ۱۰ | قاسم جان بابایی     | ۱۳۹۲/۶/۲۵    | ۱۳۹۶/۶/۱۲    |
| ۱۱ | سید عباس موسوی      | ۱۳۹۶/۶/۱۳    | ۱۴۰۰/۱۱/۱۱   |
| ۱۲ | فرهاد غلامی         | ۱۴۰۰/۱۱/۱۱   | ۱۴۰۳/۰۷/۱۱   |
| ۱۳ | محمد صادق رضایی     | ۱۴۰۳/۰۷/۱۱   | تاکنون       |

## مجتمع دانشگاهی پیامبر اعظم
مجتمع دانشگاهی پیامبر اعظم  نام مجتمع آموزشی دانشگاه علوم پزشکی مازندران است که با مساحت ۱۰۰ هکتار در کیلومتر ۱۷ جاده دریا-ساری واقع شده است.
این مجتمع در بخش رفاهی شامل ۳ خوابگاه (خوابگاه شماره یک دختران و خوابگاه‌های شماره ۷ و ۸ پسران)، دو سالن ورزشی سر پوشیده چند منظوره، سالن ورزشی تیراندازی، سالن بدنسازی، زمین چمن مصنوعی، زمین چمن طبیعی به همراه رینگ ورزش‌های دو و میدانی، سالن غذاخوری عمومی زیتون (معروف به سلف زیتون) می‌باشد.
همچنین این مجتمع شامل دانشکده‌های بهداشت، پرستاری و مامایی، پزشکی، پیراپزشکی، داروسازی، دندانپزشکی و فناوری‌های نوین پزشکی می‌باشد.

## دانشکده های دانشگاه علوم پزشکی مازندران
- دانشکده بهداشت مازندران
- دانشکده پرستاری و مامایی مازندران
- دانشکده پزشکی مازندران
- دانشکده پیراپزشکی مازندران
- دانشکده داروسازی مازندران
- دانشکده دندانپزشکی مازندران
- دانشکده فناوری‌های نوین پزشکی مازندران
- دانشکده پردیس پزشکی آمل
- دانشکده پیراپزشکی آمل
- مجتمع پرستاری آمل
- دانشکده پرستاری بهشهر
- پردیس خودگردان رامسر

## مراکز آموزشی - درمانی
- بیمارستان امام خمینی ساری
- بیمارستان بوعلی سینا ساری
- بیمارستان روانپزشکی و سوختگی زارع ساری
- بیمارستان فاطمه زهرا ساری (مرکز قلب مازندران)
- بیمارستان رازی قائم‌شهر

## بیمارستان‌ها
- بیمارستان امام علی آمل (بلوک زایمان شهرهای مرکزی و غرب مازندران)
- بیمارستان امام رضا آمل (بلوک بیماری‌های داخلی و جراحی عمومی شهرهای مرکزی و غرب مازندران)
- بیمارستان امام خمینی آمل (بلوک بیماری‌های قلبی و جراحی قلب شهرهای مرکزی و غرب مازندران)
- بیمارستان ۱۷ شهریور آمل (بلوک تصادفات شهرهای مرکزی و غرب مازندران-تروما)
- بیمارستان شهداء محمودآباد
- بیمارستان امام خمینی بهشهر
- بیمارستان خاتم الانبیاء بهشهر
- بیمارستان شهداء بهشهر
- بیمارستان شهید رجائی تنکابن
- بیمارستان حاج عزیزی جویبار
- بیمارستان آیت‌الله طالقانی چالوس
- بیمارستان امام سجاد رامسر
- بیمارستان شهداء زیراب
- بیمارستان قائم کلاردشت
- بیمارستان ثامن الائمه گلوگاه
- بیمارستان امام حسین نکا
- بیمارستان امام خمینی نور
- بیمارستان شهید بهشتی نوشهر
- بیمارستان آیت‌الله خامنه‌ای عباس‌آباد

## کلینیک‌های فوق تخصصی
- مجتمع تخصصی و فوق تخصصی طوبی (باغبان) ساری
- مرکز جامع بیماران کلیوی شهروند ساری

## مراکز تحقیقات
- مرکز تحقیقات ارتوپدی
- مرکز تحقیقات بیولوژی سلولی و مولکولی
- مرکز تحقیقات تالاسمی
- مرکز تحقیقات توکسوپلاسموز
- مرکز تحقیقات حیوانات آزمایشگاهی
- مرکز تحقیقات دیابت
- مرکز تحقیقات سرطان دستگاه گوارش
- مرکز تحقیقات روانپزشکی و علوم رفتاری
- مرکز تحقیقات ژنتیک ایمنی[۴]
- مرکز تحقیقات سلامت جسنی و باروری
- مرکز تحقیقات طب سنتی و مکمل
- مرکز تحقیقات عفونی اطفال
- مرکز تحقیقات علوم بهداشتی
- مرکز تحقیقات علوم دارویی
- مرکز تحقیقات قارچ‌های بیماری‌زا
- مرکز تحقیقات قلب و عروق
- مرکز تحقیقات گوارش و کبد
- مرکز تحقیقات مطالعات جمعیتی
- مرکز تحقیقات مقاومت‌های میکروبی
- مرکز تحقیقات سلامت فراورده‌های گیاهی و دامی
- مرکز تحقیقات دندانپزشکی
- مرکز تحقیقات گیاهان دارویی
- توسعه پژوهش‌های معارف اسلامی و علوم سلامت منطقه ۱
- پژوهشکده اعتیاد
- پژوهشکده هموگلوبینوپاتی
- پژوهشکده بیماری‌های واگیر
- پژوهشکده بیماری‌های غیر واگیر